# (4633) 1988 AJ5
(4633) 1988 AJ5 (1988 AJ5, 1977 EA7, 1982 BZ11) — астероїд головного поясу, відкритий 14 січня 1988 року.
Тіссеранів параметр щодо Юпітера — 3,177.